# Carregueira
Carregueira es una freguesia portuguesa del concelho de Chamusca, con 98,81 km² de superficie y 2.295 habitantes (2001). Su densidad de población es de 23,2 hab/km².